# Robert D. Auguste
Robert „Bob“ D. Auguste ist ein Ingenieur, der für sein Wirken auf dem Gebiet der Filmkamera-Entwicklung mit drei Oscars in technischen Kategorien ausgezeichnet wurde.

## Leben
Der ausgebildete Elektroingenieur Auguste wurde 1968 Chefingenieur des von Ed Di Giulio neu gegründeten Kameraherstellers Cinema Products Corporation und war in dieser Funktion verantwortlich für alle Design- und Entwicklungsaktivitäten des Unternehmens, mit einem besonderen Schwerpunkt auf der Produktpalette im Bereich der Videotechnik.
1972 wurden Auguste und die Cinema Products Corporation für die Entwicklung und Einführung eines neuen kristallgesteuerten Leichtbaumotors für die 35-mm-Filmkamera Arriflex-Kamera („for the development and introduction of a new crystal controlled lightweight motor for the 35mm motion picture Arriflex camera“) von der Academy of Motion Picture Arts and Sciences (AMPAS) mit dem Oscar für technische Verdienste ausgezeichnet.
Bei der Oscarverleihung 1978 erhielten Garrett Brown und die Techniker der Cinema Products Corporation einen Scientific and Technical Academy Award of Merit für die Erfindung und Entwicklung der Steadicam.
1982 wurde Auguste zum Vice President of Engineering der Cinema Products Corporation ernannt. Eine von Auguste entwickelte Schnellstart-Kamera wurde 1987 von Douglas Trumbulls Unternehmen Showscan Film Corporation als Patent angemeldet, wobei Auguste als Erfinder genannt wurde.
Bei der Oscarverleihung 1990 wurden Geoffrey H. Williamson (Wilcam Photo Research Inc.) für das Design und die Entwicklung („for the design and development“) und Robert D. Auguste für das elektronische Design und die Entwicklung der Wilcam W-7 VistaVision Rotating Mirror Reflex Camera mit 200 Bildern pro Sekunde („for the electronic design and development of the Wilcam W-7 200 frames-per-second VistaVision Rotating Mirror Reflex Camera“) gemeinsam mit dem Oscar für Wissenschaft und Entwicklung ausgezeichnet.
Bei der Oscarverleihung 1993 wurden Douglas Trumbull, Geoffrey H. Williamson, Auguste und Ed Di Giulio für das Konzept (Trumbull), das Bewegungs-Design (Williamson), das elektronische Design (Auguste) und das Kamerasystem (DiGiulio) des CP-65 Showscan-Kamerasystems für 65-mm-Filmaufnahmen, der ersten modernen 65-mm-Kamera, die seit 25 Jahren entwickelt wurde („for concept, (Trumbull), the movement design (Williamson), the electronic design (Auguste) and the camera system (DiGiulio) of the CP-65 Showscan Camera System for 65mm motion picture photography“) mit dem Oscar für Wissenschaft und Entwicklung ausgezeichnet.
Seit 1975 war Auguste Mitglied der AMPAS. Auguste war außerdem Mitglied und Life Fellow der Society of Motion Picture and Television Engineers (SMPTE).